# Inde Soete Suikerbol
Inde Soete Suikerbol is een kinderboekenreeks, die is geschreven door W.G. van de Hulst sr. en geïllustreerd door W.G. van de Hulst jr., zijn zoon.

## Kenmerken
De reeks begon als stripverhaal in De Standaard, de eerste aflevering verscheen op 5 september 1935. Al vanaf 1936 verscheen het eerste deel in boekvorm voor de prijs van ƒ 0,75 (115 bladzijden). In totaal zijn er zeven delen uitgebracht. De verhalen werden geschreven door W.G. van de Hulst. Zijn oudste zoon, de toen veertienjarige Willem G. van de Hulst Jr., maakt de illustraties. De boeken werden erg populair, in totaal verschenen er 36 drukken, de laatste in 2010.
De strip werd tussen 1949 en 1951 al bewerkt tot twee hoorspelen en later ook tot een toneelspel. Van 1969-1971 verscheen de serie opnieuw als stripverhaal in dagblad Trouw.
In 1973 werd er ook een televisieserie van gemaakt, waarbij de originele tekeningen door de tekenaar zelf opnieuw werden gemaakt met meer kleur en details, zodat ze geschikter waren om op televisie te vertonen.
In 1994 en 2001 is de serie tot musical bewerkt door Louis Lemaire. 

## Verhaal
Het verhaal speelt niet in de 20e eeuw, maar afgaande op de kleding en de gebruiken in de 16e of 17e eeuw. 

### Deel 1 t/m 3
De bakkerij staat in de hoofdstad van het Zuiderland en het verhaal begint als de koning van het Noordenland op bezoek is. De bakker krijgt opdracht 100 suikerbollen te bakken ter gelegenheid van het bezoek. Wanneer de latere bakkersknecht Louw een hond plaagt en de bakker daarna om een suikerbol vraagt, bakt de bakker een suikerbol met een dennenappel erin. Door allerlei ontwikkelingen komt de suikerbol niet bij Louw maar bij de koning op het bord. Uiteindelijk worden Louw, de bakker en zijn vrouw op een ludieke manier gestraft. Toch is de koning gecharmeerd van de bakker en nodigt hem uit op bezoek in de hoofdstad van het Noordenland. Op reis hier naar toe wordt het bakkersechtpaar beroofd van hun kistje met het bollenbakkersgeheim door een kwakzalver. Omdat deze laatste zijn uitrusting achterlaat zijn ze gedwongen als kwakzalvers verder te reizen, waarbij ze staande worden gehouden door een kolonne soldaten die alle wonderdokters bij de koning moeten brengen omdat deze aan een humeurziekte lijdt. Uiteindelijk weet de bakker de koning te genezen en komt ook het bedrog van de kwakzalver aan het licht, die zijn diensten als bollenbakker aan het hof van de koning had aangeboden. Aan het eind van deel 3 reizen de bakker en zijn vrouw terug naar het Zuiderland.

### Deel 4 t/m 7
De bakker en zijn vrouw krijgen bevel mee te trekken in een koninklijke stoet die verschillende steden in het land bezoekt met een bollenbakkerskraam. Louw is aangenomen als bakkersknecht en gaat ook mee. De smid uit de straat van de bakkerij gaat mee als koetsier. Louw maakt kennis met een edele heer die op hoge toon de mooiste bollen eist. Hij verwisselt ze stiekem om met de minder mooie bollen van een arme boer. De stoet vertrekt en in de eerstvolgende stad overnacht men op het marktplein. Die nacht wordt er ingebroken en Louw toetert met de bakkerstrompet de omgeving wakker. Omdat de koning in het stadhuis overnacht en de nachtrust niet verstoord mag worden wordt Louw opgepakt en opgesloten. De volgende morgen ziet hij uit het raam van zijn cel het prinsje voor een ander raam. Het prinsje dat eerder heeft geholpen in de bakkerskraam herkent hem, komt naar buiten en bevrijdt Louw uit zijn cel. Louw ontsnapt en wordt door het boertje die de mooie bollen van hem kreeg geholpen en komt in meisjeskleren bij de bakkerskraam terug die op hun punt staat te vertrekken naar de volgende stad. Onderweg krijgt de bollenkraam een ongeluk en blijft achter bij de stoet. Eén van de paarden wordt gestolen en pas na veel omzwervingen komt de bollenkraam uiteindelijk aan de in de hoofdstad van het Noordenland. De edele heer die eerder in het verhaal opdook is intussen aan het hof aangesteld als troubadour. Hij zorgt ervoor dat de bakker in de gevangenis terecht komt. Uiteindelijk komt het tot een rechtszaak, waarbij de onschuld van de bakker wordt bewezen. De kinderloze koning van het noordenland benoemt het prinsje van het Zuiderland tot zijn erfgenaam, op termijn zullen beide landen één koninkrijk worden. Het boek besluit met het voornemen van de bakker en zijn vrouw om Louw tot erfgenaam van de Soete Suikerbol te benoemen.

## Trivia
Diverse bakkerijen en restaurants in Nederland dragen de naam 'In de Soete Suikerbol', onder meer in Pijnacker, Vlaardingen, Burgh-Haamstede, Voorthuizen, Hillegom, Noordscheschut en Alkmaar (per 1 juni 2024).

## Externe verwijzing
- De eerste aflevering in de Standaard van 5 september 1935